# 余地ダム
余地ダム（よじダム）は、長野県南佐久郡佐久穂町、信濃川水系余地川に建設されたダム。高さ42メートルの重力式コンクリートダムで、洪水調節・不特定利水・上水道用水の確保を目的とした、長野県営の多目的ダムである。

## 歴史
長野県東部、群馬県境より流れ出る抜井川と余地川は並行して西へと流下し、抜井川が余地川ほか多くの河川を合流させ千曲川（長野県内における信濃川の呼称）に注いでいる。
長野県は1982年（昭和57年）、抜井川本線上に古谷（こや）ダムを完成させた。流域は降雨量が少なく水不足に悩まされていたほか、出水時には氾濫し沿岸に大きな被害をもたらしていた。古谷ダムは抜井川の治水ならびに主としてかんがい用水のための不特定用水補給を目的とした治水ダム建設事業であった。
余地川も抜井川と同じく水害や水不足に悩まされていた河川であったが、余地川は古谷ダムより下流にて抜井川へと合流する河川であるため古谷ダムによる治水効果を受けられずにいた。長野県は余地川の開発事業を検討。沿岸部が優良な農地または宅地開発が進んでいたことから河道幅の拡大を断念し、ダム建設を推進した。
1988年（昭和63年）から1989年（平成元年）にかけて予備調査を実施。建設事業は1990年（平成2年）に採択される。1993年（平成5年）4月、ダム設計基本会議においてダム軸やダム型式などについて議論し、1996年（平成8年）9月にダム本体設計がまとめられた。同年より1999年（平成11年）にかけて工事用道路の整備が行われ、2000年（平成12年）にダム本体工事に着手。2001年（平成13年）、当時の長野県知事・田中康夫は脱ダム宣言を表明し、建設が計画されていた長野県営ダムの多くが中止となる中、ダム本体工事が着手済みとなっていた事業については続行され、2003年（平成15年）10月1日より試験湛水を開始し、2004年（平成16年）3月10日に竣工した。同年9月には完成式が催されている。

## 周辺
長野県佐久穂町市街地から抜井川に沿って国道299号（武州街道）を上流に向かうと、余地入口交差点手前に余地ダムおよび古谷ダムへの道しるべがある。交差点を曲がり余地川に沿って群馬県道・長野県道108号下仁田佐久穂線を上流に進むと、余地ダム公園に着く。さらに進めば余地ダム堤体が見えてくる。
ダム堤頂は歩道として開放されており、周辺も公園として整備されている。ダム直下へ至る道もあるが、道の途中から通行止めとなっている。県道108号についても余地ダムを過ぎると急に道が細く険しくなり、県境の余地峠を挟んで群馬県南牧村（なんもくむら）に至るまで未整備区間となっている。

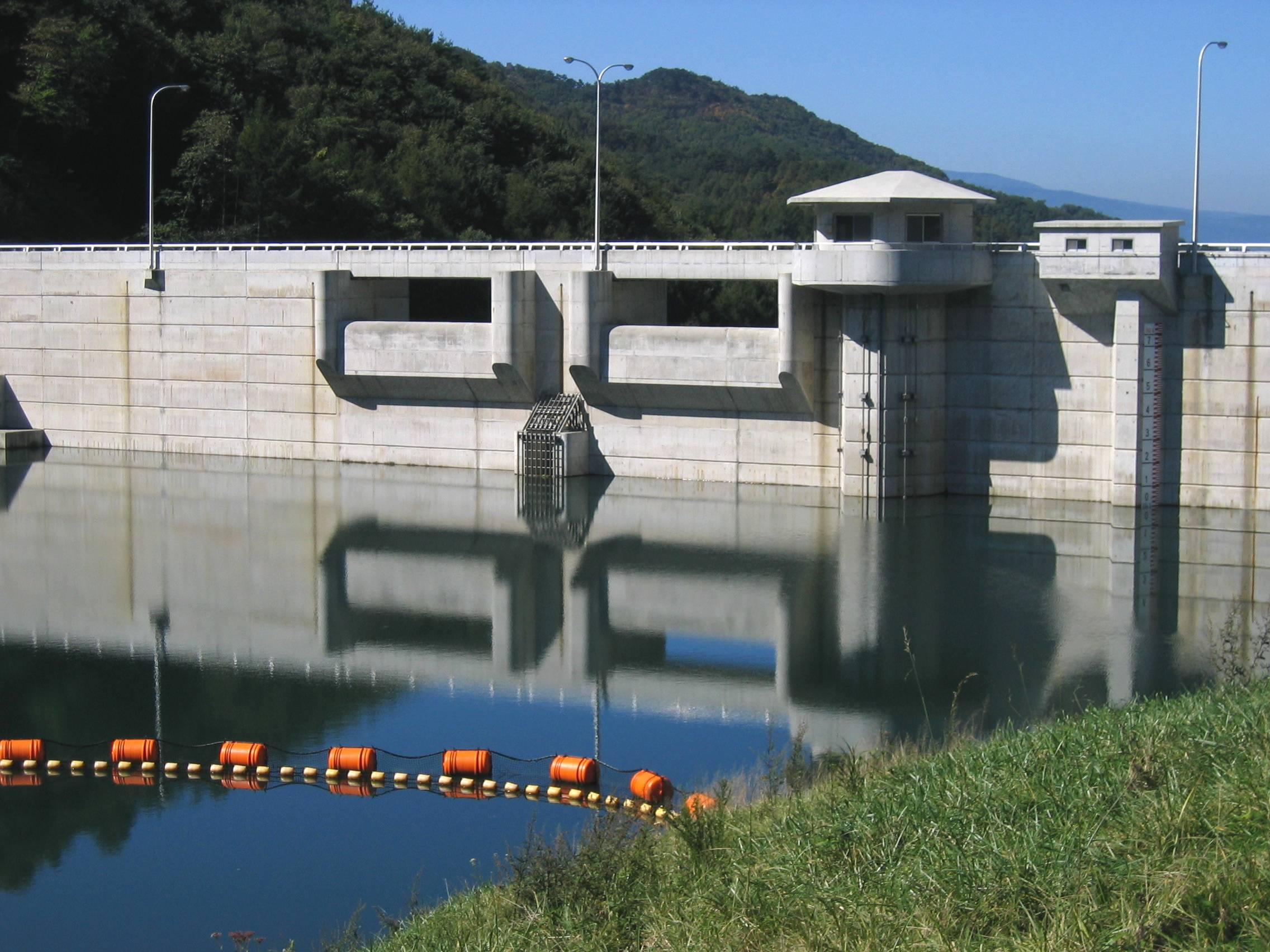
余地ダム湖
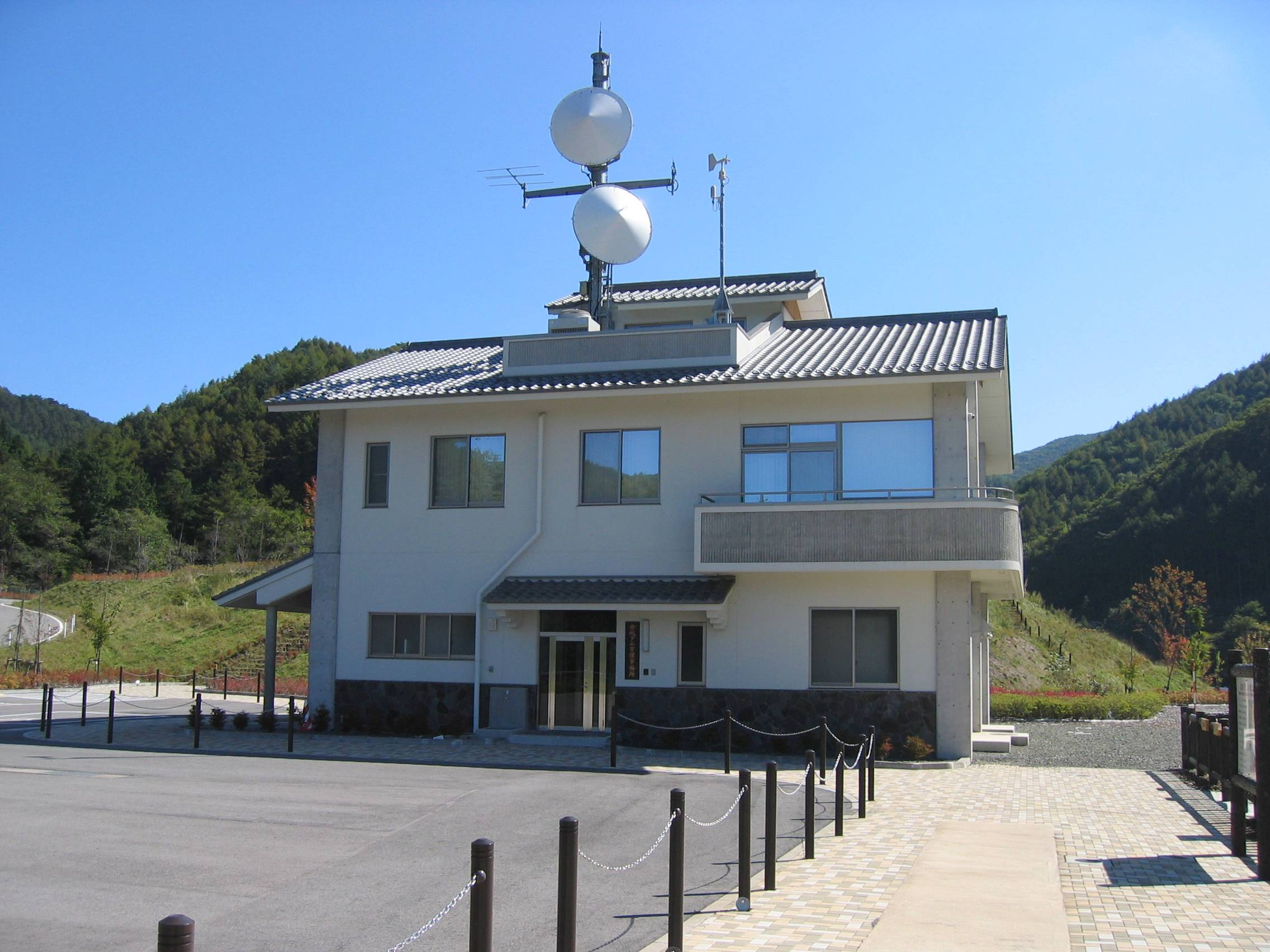
余地ダム管理事務所